# Lyn Inaizumi
Rin Inaizumi, nota anche con lo pseudonimo di Lyn (13 marzo 1988), è una cantante giapponese, nota per il suo contribuito alla colonna sonora di Persona 5 e per i suoi spin-off.

## Biografia
Nasce il 13 marzo del 1988, e non passa molto tempo da quando si appassiona alla musica. Nata da genitori giapponesi, anche sua madre era un'appassionata di musica, infatti aveva una chitarra che Lyn avrebbe poi usato in seguito. La sua definitiva consacrazione musicale arriva nel 2008, anno in cui scopre il cantante soul americano Donny Hathaway, e inizia a studiare canto avvicinandosi al soul, al jazz e all'R&B.
Inizialmente Lyn si ritrova a lavorare occasionalmente come cantante lounge o come ospite in vari gruppi corali e di altri progetti, tra cui quello del pianista jazz Philip Woo, in modo da poter affinare la sua tecnica e le sue capacità canore.
Nel 2011 inizia una collaborazione con il chitarrista giapponese Rinto K.B. Il duo nel 2016 pubblica un album di cover intitolato One Day Conversation.
Il suo primo progetto accreditato risale al 2015, prestando la sua voce nel programma televisivo giapponese Masshiro. Nonostante non sarebbe stato un successo, viene notata da Shoji Meguro, e Lyn si unisce ad Atlus per lavorare a Persona 5. Dopo l'enorme successo del gioco diventa molto popolare, espandendosi anche verso le colonne sonore degli anime, infatti nel 2018 viene invitata a collaborare ad alcune canzoni nel remake dell'anime di Lupin Terzo da Yuji Ohno, per poi lavorare alla serie animata Persona 5 The Animation. Inoltre è anche presente nella colonna sonora di Megalobox 2: Nomad.
Lyn dopo Persona 5 diventa membro fisso dei lavori musicali di Atlus, infatti sarà sempre presente nelle colonne sonore successive.
Dal 2018, tranne che per le colonne sonore dei Persona, opera con il suo nome giapponese originale, Rin Inaizumi.

## Discografia

### Album in studio

#### Con Rinto K.B.
- 2016 – One Day Conversation (cover album)[5]

#### Solista
- 2024 – johaLyn[6]

### Singoli
- 2022 – Virtual Insanity (Cover) (con Yapani!)

#### Con Yuji Ohno Trio
- 2017 – LET'S FALL IN JAZZ
- 2019 – JAZZ SQUALL
- 2019 – ALL THE THINGS YOU ARE

### Colonne sonore
- 2016 – Persona 5 –  Beneath The Mask, Hoshi To Bokura To, Last Surprise, Life Will Change, Rivers in the Desert, The Whims of Fate, Tokyo Daylight e Wake Up, Get Up, Get Out There
- 2018 – Persona 5: Dancing in Starlight – GROOVY e One Nightbreak
- 2018 – Persona Q2: New Cinema Labyrinth – Cinematic Tale, Colorful World, Invitation to Freedom e Road Less Taken
- 2018 – Persona 5: The Animation – Autonomy, Break In To Break Out, Dark Sun..., Found a Light, Infinity e IT'S TOO LATE
- 2018 – Lupin The Third Part 5 – LOVE IS EVERYTHING e I MISS YOU BABE (YES, I DO) (con Yuji Ohno & Lupintic Six)
- 2019 – Super Smash Bros Ultimate – Beneath The Mask (remix), Last Surprise, Rivers in the Desert, The Whims of Fate e Wake Up, Get Up, Get Out There
- 2019 – Persona 5 Royal – Bokura no Hikari, Colors Flying High, I Believe, No More What Ifs, Take Over e Throw Away Your Mask
- 2019 – Lupin III: The First – GIFT ( con Yuji Ohno e You & Explosion Band)
- 2020 – Persona 5 Strikers – Axe to Grind, Counter Strike, Daredevil, To Wish, What You Wish For e You Are Stronger
- 2021 – Lupin The Third Part 6 – FOGGY LOVE (con Yuji Ohno & Lupintic Six)
- 2021 – Megalobox 2: Nomad – Rise Up/Diamond in the Sky
- 2023 – Persona 5 Tactica – Got Your Tail, Inextinguishable, Quiet Storm, Revolution in your Heart, Revolution is a Blade, The Night We Stood, To My Dear, So Far Away e Truth or Dare
- 2024 - Honkai: Star Rail - IN A FLASH
- 2024 - Persona 5: The Phantom X - Ambitions and Visions
- 2025 - Persona  5: The Phantom X - Show Stealer